# Avaträsk
Avaträsk is een plaats in de gemeente Dorotea in het landschap Lapland en de provincie Västerbottens län in Zweden. De plaats heeft 81 inwoners (2005) en een oppervlakte van 55 hectare. De plaats ligt aan het meer Avaträsksjön.
Bestuurscentrum / Tätort: Dorotea
Småort: Avaträsk · Högland · Svanabyn · Västra Ormsjö
Overig: Bellvik · Borgafjäll · Fågelsta · Granåsen · Häggås · Korssele · Lajksjö · Lavsjö · Mårdsjö · Rajastrand · Risbäck · Storjola · Storbäck · Ullsjöberg · Östra Ormsjö